# Poporul cărții (roman)
Poporul cărții este un roman istoric al scriitoarei Geraldine Brooks, apărut în 2008. Romanul prezintă o poveste complexă care implică Hagada din Sarajevo. Este o lucrare de suspans, cu un teren plin de variații și completări.

## Rezumat
Hanna Heath, ce deține un doctorat ca restaurator de cărți, este o profesionistă extrem de competentă ce a lucrat deja în diferite părți ale lumii. Într-o zi, ea primește o invitație de a lucra cu celebra Hagada din Sarajevo. Hagada este cartea așezată pe masa în jurul căreia se adună familia în timpul Paștelui evreiesc, pentru ca fiecărei generații să îi fie reamintită fuga din Egipt și eliberarea din sclavie. Aproape fiecare familie de evrei are una în casă. De ce Hagada de la Sarajevo era însă atât de importantă? Acest manuscris datat cu secolul al XV-lea, faimos datorită anluminurilor, disputat și apărat cu prețul vieții, a fost realizat în perioada în care două dintre cele mai influente religii ale lumii – Iudaismul și Islamul – interziceau pictarea ființelor umane. Sarcina Hannei este de a restaura misteriosul manuscris Hagada, păstrat (și salvat) de către un bibliotecar musulman. Dar când aceasta examinează paginile uzate – întotdeauna sub privirile unei  armate întregi de agenți de pază – descoperă indicii care pot dezvălui multe despre istoria acestei relicve: o aripă de insectă, un fragment de aripă, niște pete de culoare roșie ce păreau a fi de vin, un fir de păr alb, cristale de sare. Prin intermediul acestor elemente povestea acelei cărți este construită între paginile romanului.
Studiind îndeaproape pergamentul, Hanna poate să confirme că provine din pielea unei oi de munte cu părul gros, de origine spaniolă, specie dispărută acum. Hanna se opune "curățărilor chimice" și "restaurărilor grele", crezând că deteriorarea și uzura dezvăluie multe despre cum și unde a fost folosit manuscrisul. "Refacerea unei cărți la fel cum a fost atunci când a fost făcută este lipsa respectului față de istoria ei", îi spune lui Ozren Karaman, bibliotecarul musulman care și-a riscat viața pentru a salva Hagada în timp ce Sarajevo era atacat.
Cu puținele dovezi pe care reușise să le strângă și dezamăgită de comportamentul lui Ozren cu care avusese o legătură amoroasă în perioada în care lucra la restaurarea sfintei cărți, ea călătorește la Viena, Boston și Londra, întâlnindu-se cu experți care ar putea-o ajuta să răspundă la întrebările ei despre Hagada.
Cu fiecare indiciu analizat, narațiunea se întoarce în timp, desenând fragmente din viața manuscrisului.
Aripa unei insecte ne poartă în Sarajevo în anul 1940, în timpul celui de-al Doilea Război Mondial, unde o cunoaștem pe Lola, evreu de origine, ce își petrecea zilele ajutându-și mama la spălatul rufelor pentru cei care încă își permiteau să plătească pentru astfel de servicii. Dar când familia îi fu deportată, Lola se văzu singură rătăcind prin orașul devastat de forțele naziste. După o perioadă petrecută alături de forța revoluționară, Lola fu salvată de un cuplu de musulmani, vechi clienți ai mamei - Stela și Serif Kamal (bibliotecarul-șef al Muzeului Național). Este pentru prima oară când se aduce în discuție Hagada, carte pentru care Serif își riscă propria viață, precum și a familiei pentru a o salva. Hagada fu înmânată lui Munib, prietenul lui Sherif, pentru a o ascunde. O bucățică din aripa unui fluture, ridicată de briza ușoară, pluti și se așeză, fără ca cineva să observe, pe pagina deschisă a Hagadei. Fu apoi ascunsă în biblioteca moscheii din munți. Era ultimul loc unde cineva s-ar fi gândit să o caute.
În Viena, 1996 – reîntorși deci în prezent – Hanna descoperi că acel fragmente de aripă aparținea unui Parnassius mnemosyne leonardiana – o specie de fluturi comună în întreaga Europă, dar limitată la regiunile alpine, în general, pe o rază de o mie de metri.
La Muzeul de Istorie din Viena, Hanna reușește să regăsească printre vechi documente o mențiune: M. Martel în 1894 lucrase la restaurarea unei perechi de închizători de argint sub forma unei flori învelite de aripi a Hagadei. Exista însă o problemă: Hagada pe care ea o restaurase nu conținea astfel de închizători. Ce se alesese din ele?
Pene și un trandafir Viena, 1894 – în această perioadă Hagada fusese vândută Muzeului Național din Sarajevo de către um om numit Joseph Kohen. Cum în acea perioadă, Sarajevo făcea parte din Imperiul Austro-Ungar, Hagada fusese transferată la Muzeul de Istorie din Viena, centrul cultural al imperiului și înmânată  împreună cu perechea de închizători, restauratorului Florien Mittl, ce suferea de demență și aproape că nu mai era capabil de nici o activitate. Acesta vânduse închizătorile pentru a plăti tratamentul care, conform doctorului Hirschfeldt, urma să îl vindece. La rândul său, doctorul Hirschfeldt plănuia să facă din ele o pereche de cercei pentru amantă.
Muzeul ascunse însă pierderea închizătorilor pentru a nu-i înfuria pe bosniaci și amânară înapoierea cărții către Muzeul din Sarajevo un timp suficient pentru ca nimeni să nu își mai amintească de existența vechilor închizători.
În Boston, Hanna se întâlnește cu amicul din facultate Razmus Kahana, acum Directorul Centrului Straus pentru Conservare. Împreună analizează pata roșie găsită pe una din foile manuscrisului și descoperă că era o mistură de vin cu sânge. Descoperirea ne poartă într-o nouă poveste în Veneția anului 1609 în perioada Inchiziției. Cu puțin timp înainte, în anul 1589, Papa Sixt al V-lea interzisese orice carte scrisă de evrei sau care ar conține vreun detaliu împotriva religiei catolice. Vistorini, paroh catolic, vorbitor de greacă, arabă, ebraică și aramaică, care era alegerea clară pentru a ocupa postul de censor al Inchiziției, îndeplinește dorința Papei. Acesta avea însă o slăbiciune pentru rabinul Judah Aryud, pe care îl considera ca având o minte strălucită, în ciuda faptului că era evreu. În 1609 Aryud primi de la Reyna de Serena – o femeie foarte bogată convertită la creștinism doar pentru a supraviețui în acele timpuri grele –  o carte cerându-i să încerce să obțină aprobarea lui Vistorini că nu încalcă nici o regulă catolică. Era vorba despre Hagada, și cu siguranță imaginile deținute încălcau toate regulile catolice. Reyna obținuse manuscrisul de la mama ei, care la  rândul ei, o avea de la un bătrân servitor ce reușise să fugă împreună cu mama lui în timpul expulzării evreilor din Spania.
Aryud ceru lui Vistorini să aprobe cartea dar acesta refuză. Giovanni Domenico Vistorini, după câteva pahare de vin își schimbă ideile și semnă cartea în semn de aprobare: Revisto per mi. Gio. Domenico Vistorini,1609. O picătură de vin amestecată cu um pic de sânge din degetul tăiat în marginea paharului căzu pe paginile Hagadei.
Cristalele de sare descoperite în paginile manuscrisului sunt de asemenea analizate sub microscop, dovedindu-se a fi reziduuri de apă maritimă ceea ce ne duce la următoarea poveste.
1492, anul în care evreii și maurii musulmani au fost alungați din Spania de către Inchiziție. În Tarragona, David Ben Shoushan tocmai ce cumpărase de la un refugiat (surdo-mut, fiul medicului ultimului emir) o mică colecție de pergamente frumos pictate. David le cumpărase cu ideea de a face o Hagada pe care să o ofere drept cadou de nuntă. Imaginilor David le adăugă texte și când în sfârșit fu mulțumit de rezultat, trimise manuscrisul unui legător de cărți. Manuscrisul nu se întoarse însă în mâinile lui pentru că David fu prins și ucis de Inchiziție. Fiica lui, Misha, reuși să fugă din calea inchizitorilor spanioli împreună cu manuscrisul valoros și cu fiul fratelui ei nou-născut. Cum copilul se născuse dintr-o mamă creștină, Misha îl boteză în apele mării, astfel cele câteva picături de apă sărată ajunseră să se așeze pe paginile Hagadei. În dimineața următoare, Misha plănuia să cumpere un bilet și să se îmbarce pe un vapor către oricare destin Dumnezeu îi oferea.
În Sevilla anului 1480 viața unei tinere musulmane de 14 ani este puternic schimbată atunci când este răpită de lângă propria familie și vândută ca sclavă. Pentru că avea darul de a desena, este trimisă la castelul emirului pentru a aduce la îndeplinire o cerință stranie: cum emirul călătorea foarte mult, dorea să aibă cu el imaginea soției favorite. Tânăra primi numele de al-Mora (femeia maur) și pictă prințesa Nura în nenumărate rânduri înainte ca aceasta să o încredințeze doctorului Netanel ha-Levi. Al- Mora își recuperă numele de botez, Zahra, și își reluă activitatea care o făcea să-și amintească de propriul tată: schițarea plantelor medicinale. Doctorul care o salvă, evreu de origine, avea un fiu – Benjamin. Pentru că era surdo-mut, Zahra decise să facă o serie de gravuri ale istoriei lumii așa cum evreii credeau că a fost creată. Folosi pentru asta restul de pergamente fine și pensulele din păr de pisică. Într-una din pagini, Zahira desenă cina de Paște cu doctorul în capul mesei, Benjamin alături de el și restul familiei în jurul mesei. Într-un  act de încredere, se incluse în portretul familiei. Cu ultima pensulă confecționată dintr-un singur fir de păr, își semnă lucrarea.
Întorși în prezent, Hanna descoperă că manuscrisul ce urma a fi prezentat publicului în Muzeul Național din Sarajevo era un fals, originalul la care lucrase ca restaurator fiind furat. Nimeni nu crede însă în versiunea ei și șase ani se scurg până la momentul în care Hagada originală revine la Sarajevo, cu ajutorul Hannei. Unul din profesorii de la universitate ai Hannei, renumitul Werner Heinrich, crezând că Hagada nu era în siguranță în Muzeu, făcuse o copie aproape identică și înlocuise originalul cu ajutorul lui Ozren.
După șase ani, Hanna este ajutată de același Ozren pentru a readuce manuscrisul în locul natal.

## Structură
Romanul Poporul cărții este împărțit în următoarele secțiuni:
- Hanna - Sarajevo, primăvara anului 1996;
- Aripa unei insecte - Sarajevo, 1940;
- Hanna - Viena, primăvara anului 1996;
- Pene și un trandafir - Viena, 1894;
- Hanna - Viena, primăvara anului 1996;
- Petele de vin - Veneția, 1609;
- Hanna - Boston, primăvara anului 1996;
- Apă sărată - Tarragona, 1492;
- Hanna - Londra, primăvara anului 1996;
- O un fir de păr alb - Sevilla, 1480;
- Hanna - Sarajevo, primăvara anului 1996;
- Lola - Ierusalim, 2002;
- Hanna - Arnhem Land, Gunumeleng, 2002.

Romanul se încheie cu o postfață scrisă de autor, în care se explică ce este real și ce este ficțiune.

## Nota autorului
În Postfața romanului se explică pe scurt ce părți se bazează pe fapte reale și care sunt imaginare. Geraldine Brooks a scris un articol pentru The New Yorker, în care oferă mai multe detalii despre Hagada din Sarajevo și salvatorii săi din viața reală, în special Dervis Korkut, care a ascuns manuscrisul de naziști. De asemenea, explică faptul că Lola, tânăra luptătoare din roman, este inspirată de o persoană reală numită Mira Papo, care fusese adăpostită de Dervis Korkut și de soția lui, Servet.

## Critici
Romanul a fost comparat cu Codul lui Da Vinci al lui Dan Brown, în timp ce USA Today îl numește o versiune erudită a lui Brown. Alți comentatori au observat că acțiunea romanului se derulează mai încet, că nu există suficient suspans și că cititorii „nu sunt niciodată convinși (prin povestea sa personalizată).”

## Premii
- 2008: Premiul australian al industriei cărților (ABIA) Cartea Anului și Cea mai bună carte de ficțiune a Anului[8]